# ژست

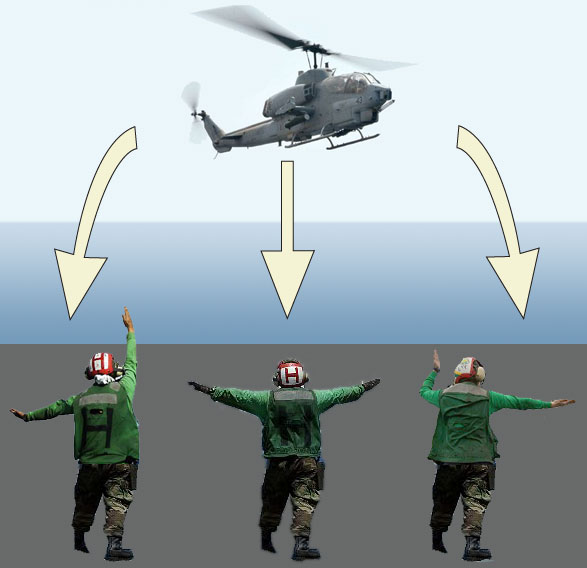
مارشال‌های نیروی هوایی، با استفاده از جسچرهای دست و بدن، عملیات پرواز و فرود را راهنمایی می‌کنند.

ژست (به انگلیسی: Gesture) یا کِرِشم قالب ارتباط غیرزبانی یا غیرآوایی است که در آن عملکردهای بدنی آشکار، پیام‌های خاصی را به‌جای یا در ترکیب با گفتار انتقال می‌دهد. ژست‌ها، شامل حرکت دست‌ها، صورت یا دیگر اعضای بدن می‌باشند. ژست‌ها، معمولاً با دیگر ارتباطات غیرزبانی فیزیکی که پیام خاصی را منتقل نمی‌کند، مانند نمایش‌های حالات صورت خالصانه (که احساسی را نمایان می‌کند)، در نظرگرفتن حریم‌ها و فواصل اجتماعی یا نمایش‌های توجهات مشترک، تفاوت دارند. ژست‌ها به افراد اجازه می‌دهند که تفکرات و احساسات گوناگونی را -از احساس حقارت و دشمنی گرفته تا تصدیق‌کردن و عاطفه- را به همراه زبان بدن، به علاوه واژگانی که در هنگام صحبت‌کردن ادا می‌کند، انتقال دهند.
عمل پردازش ژست، در ناحیه‌هایی از مغز، مانند ناحیه بروکا و ناحیه ورنیک، که در هنگام گفتار یا استفاده از زبان اشاره نیز استفاده می‌شود، انجام می‌شود. در اصل زبان، تفکری است که از  ژست‌های دستی تکامل پیدا کرده‌است. این نظریه که زبان از  ژست‌های دستی تکامل پیدا کرده‌است، به عنوان نظریه جسچرال (به انگلیسی: Gestural Theory) یا نظریه ژستی شناخته می‌شود و برای اولین بار در قرن هیجدهم میلادی و توسط فیلسوف مشهور اتین بونو دو کندیاک مطرح شد و سپس در سال ۱۹۷۳، در مباحثه منشأ زبان توسط انسان‌شناس مشهور معاصر گوردون دبلیو. هیوز بازآفرینی شد.

## ژست در سینما و تئاتر
ژست سینمایی، همان‌طور که ژان دوشه اشاره می‌کند، ویژگی منحصربه‌فردی دارد: برخلاف تئاتر، که در آن بازیگر باید حالت‌های ثابتی بیابد تا به شخصیت خود حقیقت ببخشد، سینما این ثبات را با نوعی انعطاف‌پذیری جدید جایگزین می‌کند که «بیشتر به حالت‌هایی شباهت دارد که شخصیت‌ها در نقاشی به خود می‌گیرند». این ویژگی، ژست‌های سینمایی را به‌جای آنکه صرفاً کشف‌شده باشند، به خلق‌شده و ابداع‌شده تبدیل می‌کند.
همان‌طور که دوشه توضیح می‌دهد، کارگردانان آینده‌ی موج نو، زمانی که هنوز منتقد بودند، تلاش می‌کردند تا بفهمند که ژست سینمایی چگونه می‌تواند کار کند و چه چیزی را به سینما اضافه می‌کند. زیرا یکی از تفاوت‌های بنیادین میان سینما و تئاتر، نحوه‌ی قرارگیری ژست در فضا و ردی که از خود بر جای می‌گذارد.
در سینما، یک فیگور می‌تواند به‌راحتی استقلال خود را از بدن و موقعیت‌های پیرامونش به دست آورد. همچنین، قاب‌بندی و تدوین این امکان را فراهم می‌کنند که بدن به اجزای مختلف تقسیم شود و هر ژست یا حرکت، به‌نوعی کیفیت گرافیکی انتزاعی‌تر پیدا کند. در نتیجه، چگونگی توزیع این اجزای بدن در طول فیلم، به یکی از عناصر اساسی ساختار بصری اثر تبدیل می‌شود.

## ممنوعیت‌ها
در برخی از کشورها برخی از ژست‌ها با ممنوعیت های فرهنگی و قانونی مواجه است.

### سلام نازی
ژستی معروف در آلمان نازی بود که مردمان آلمان آن را انجام می‌دادند. نوعی سلام فرستادن و ژست متداول در آلمان نازی بود که در آن دست راست خود را بالا می‌آوردند و بلند و محکم می‌گفتند: «هایل هیتلر» یعنی سلام هیتلر، یا «هایل ماین فیوقه» یعنی «سلام پیشوای من». این نوع سلام فرستادن، ریشه در روم باستان دارد و به آن سلام رومی می‌گویند. این ژست امروزه در آلمان، غیرقانونی است. قانون اساسی آلمان دادن سلام نازی را فرمی از نمایش نمادهای نازی به حساب می‌آورد و آن را جرم تلقی می‌کند.

### داب
در عربستان سعودی، این رقص و حرکت، توسط کمیته ملی کنترل مواد مخدر غیرقانونی اعلام گردید و گفته شد که «به برخی مواد مخدر و سایر مواد غیر قانونی اشاره دارد». همچنین یک خواننده عربستانی به‌دلیل ژست داب بازداشت شد.

## نگارخانه

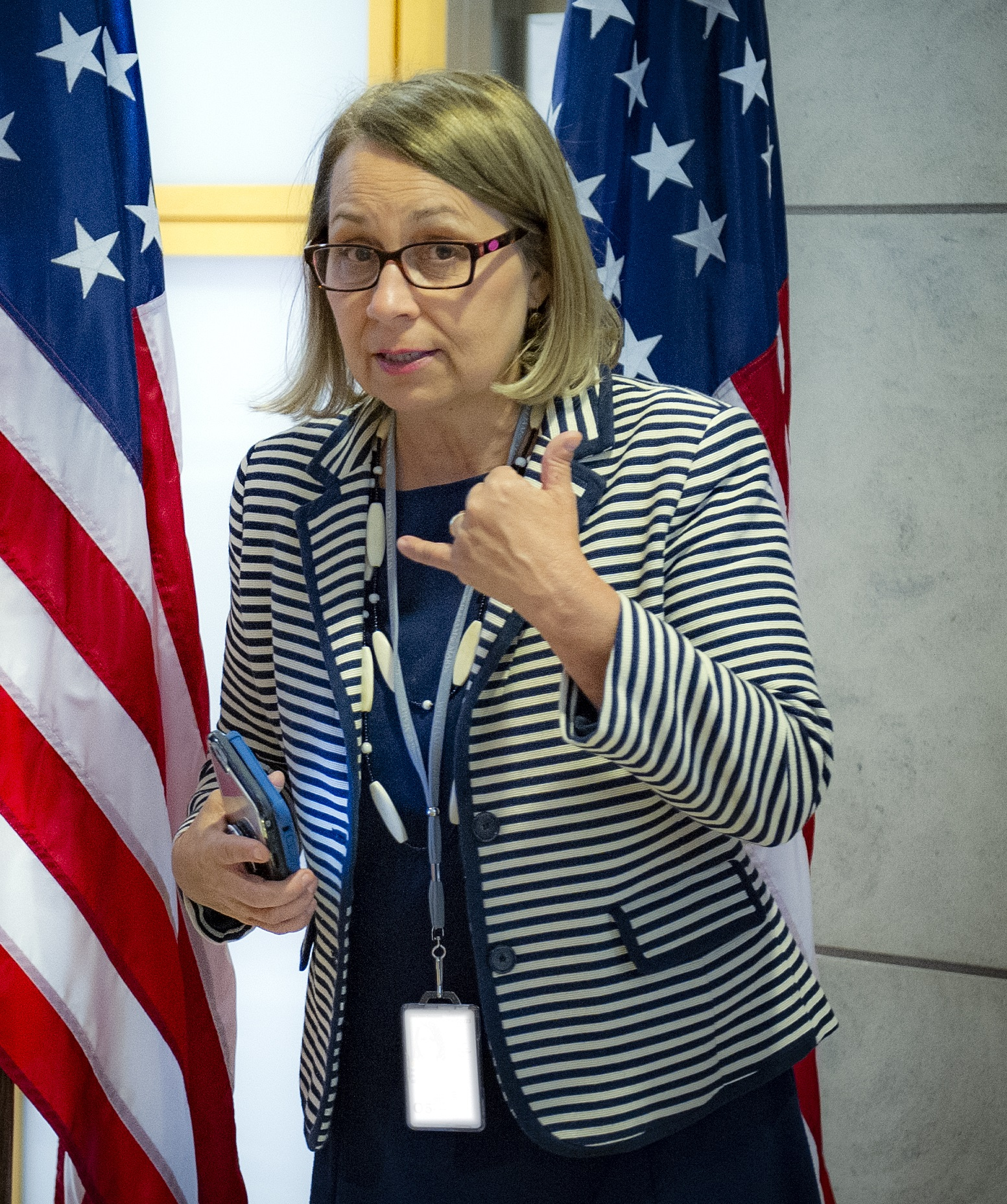
بهم زنگ بزن یا بهت زنگ میزنم
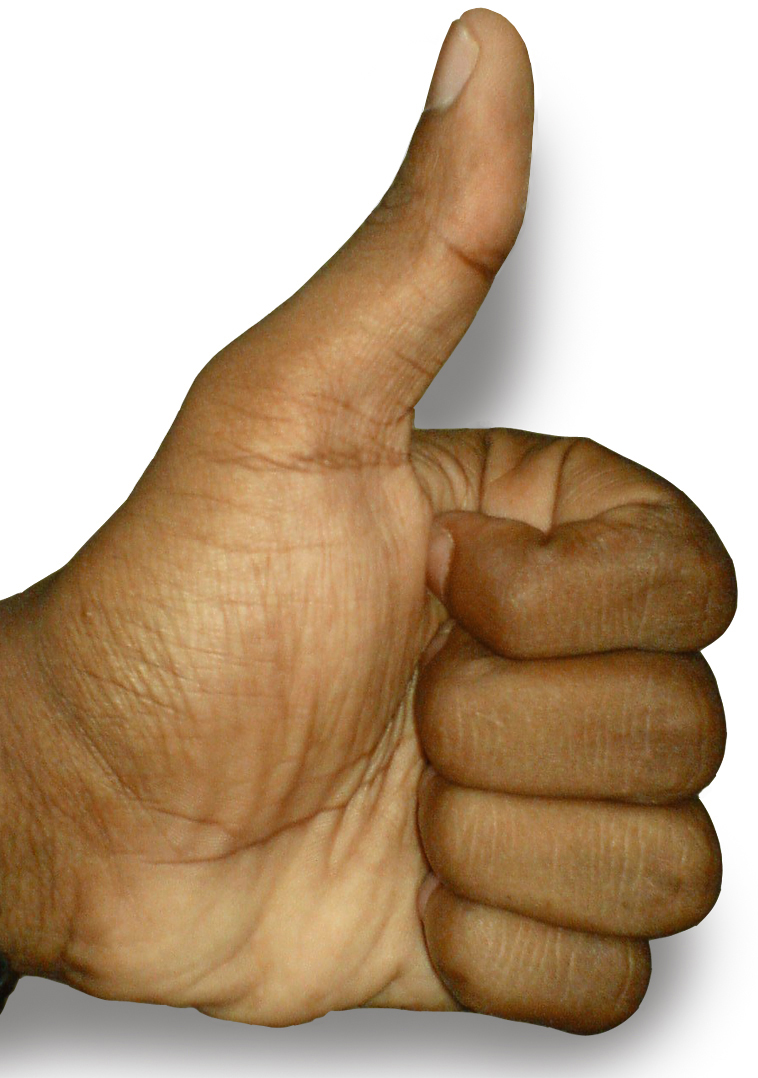
موافقت
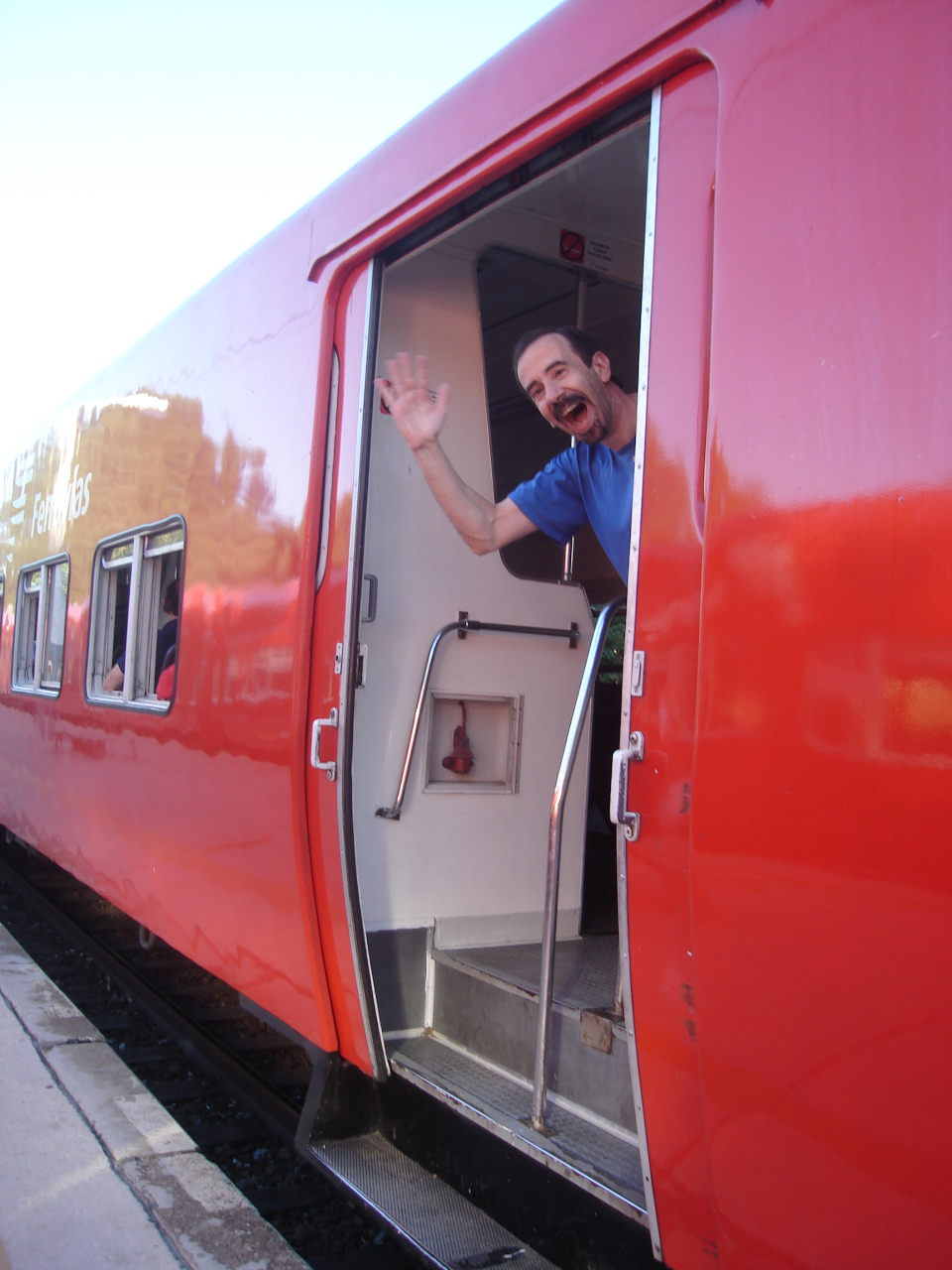
درود یا بدرود
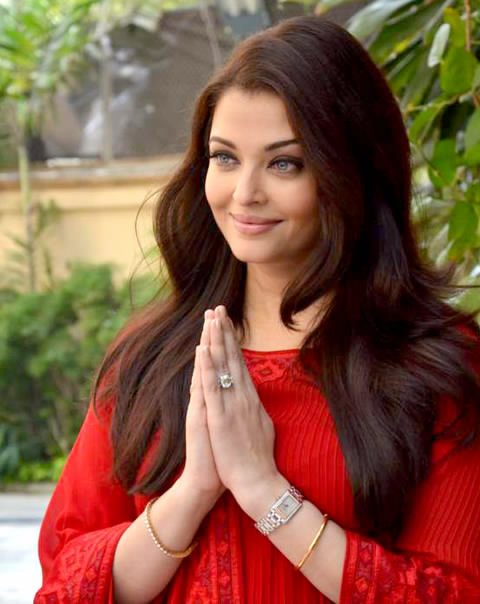
آیشواریا رای در حال سلام ناماسته
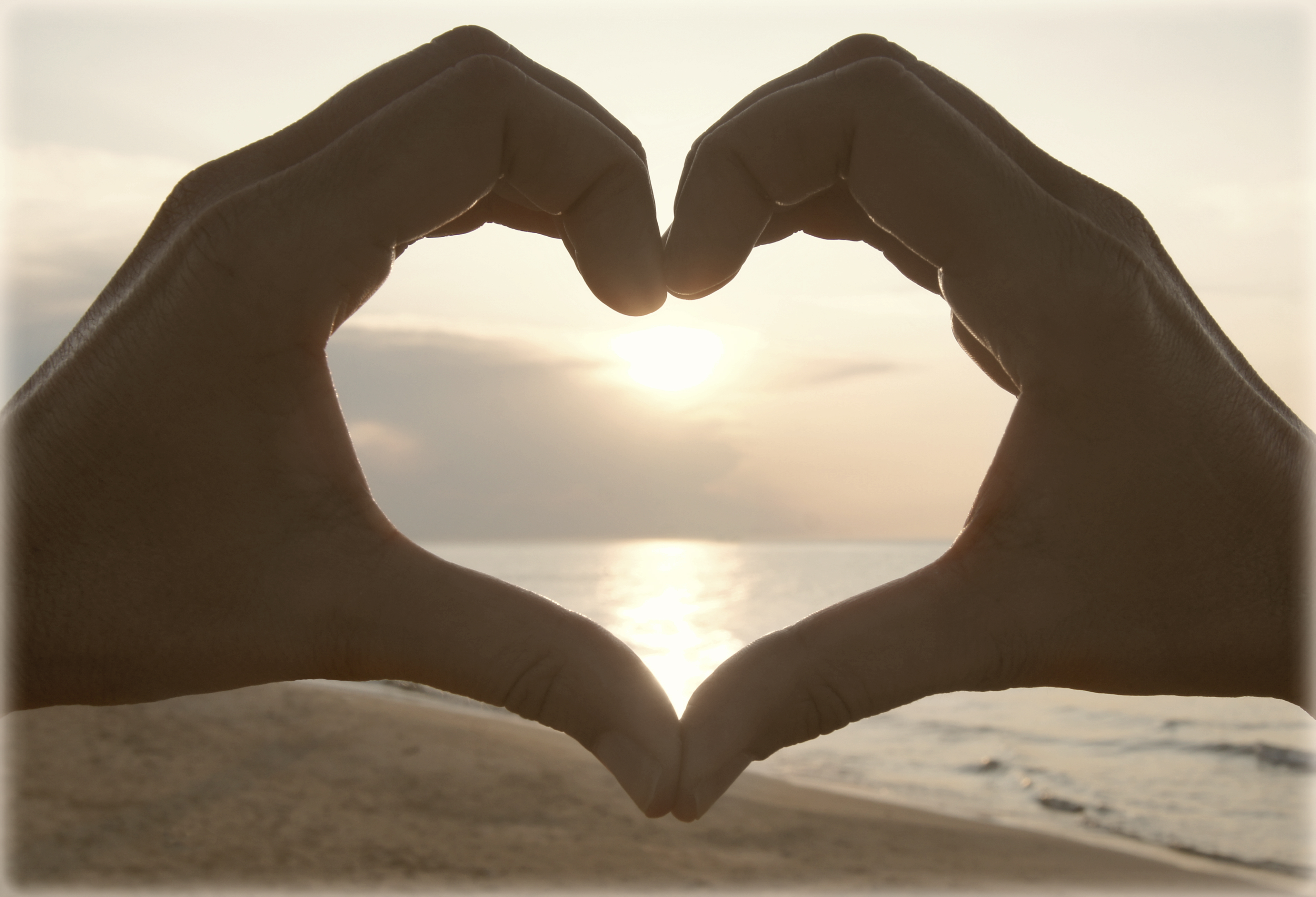
قلب نشان عشق
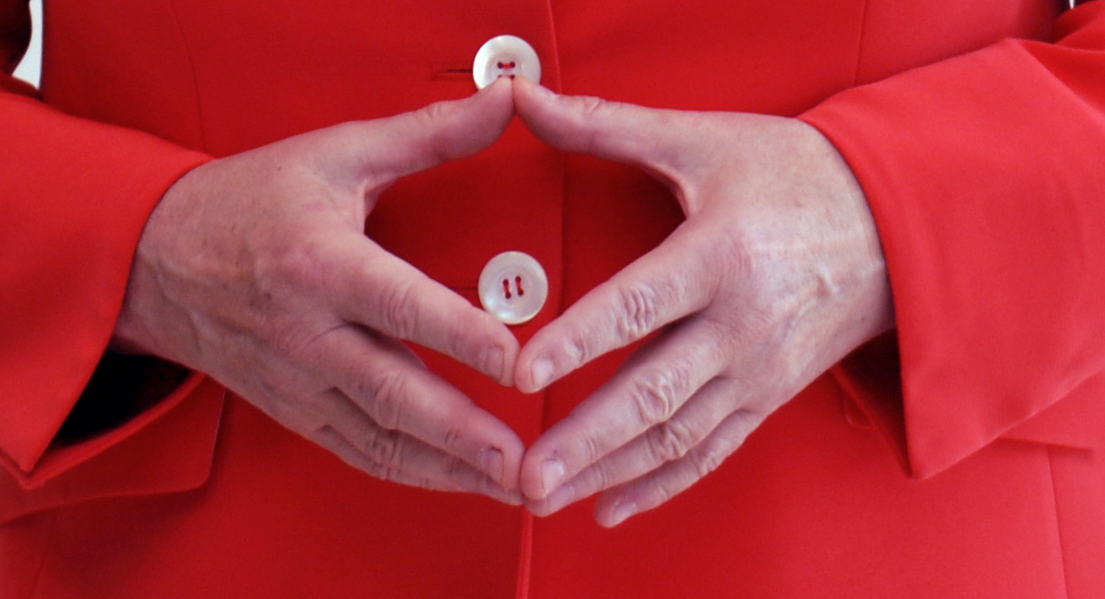
جسچر مخصوص آنگلا مرکل در دیپلماسی
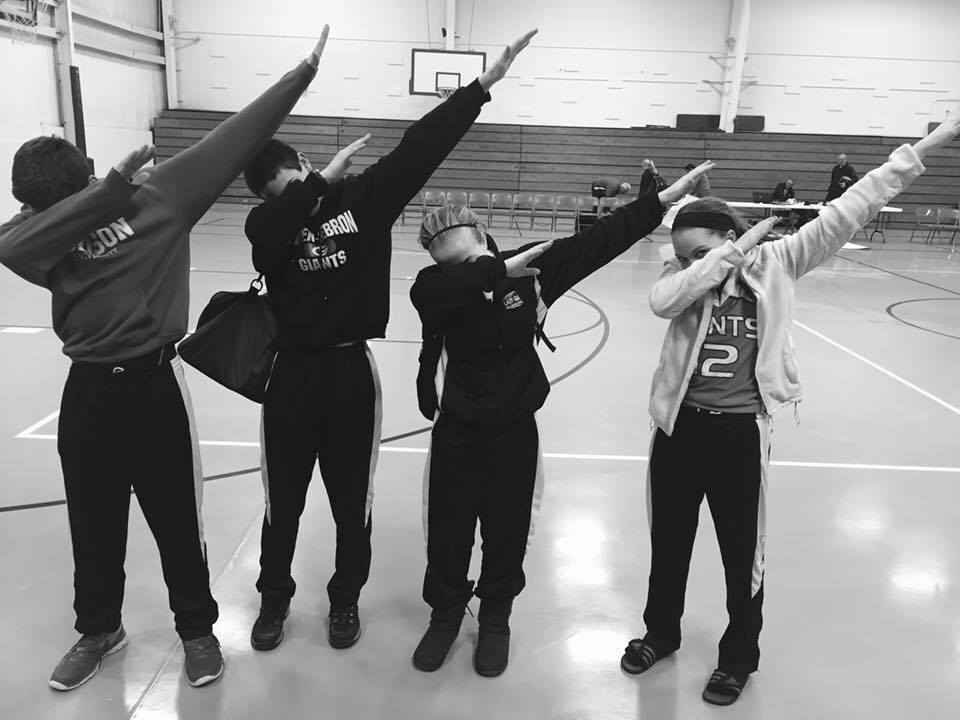
یک گروه از نوجوانان در حال انجام داب
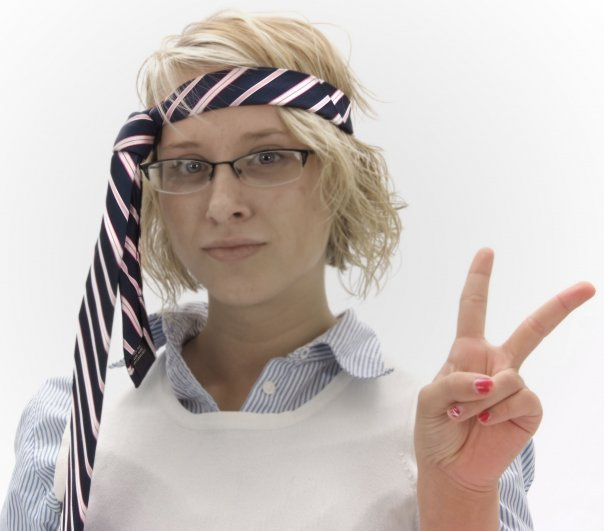
نماد صلح